# Tweede Kamerverkiezingen 2010/Kandidatenlijst/VVD

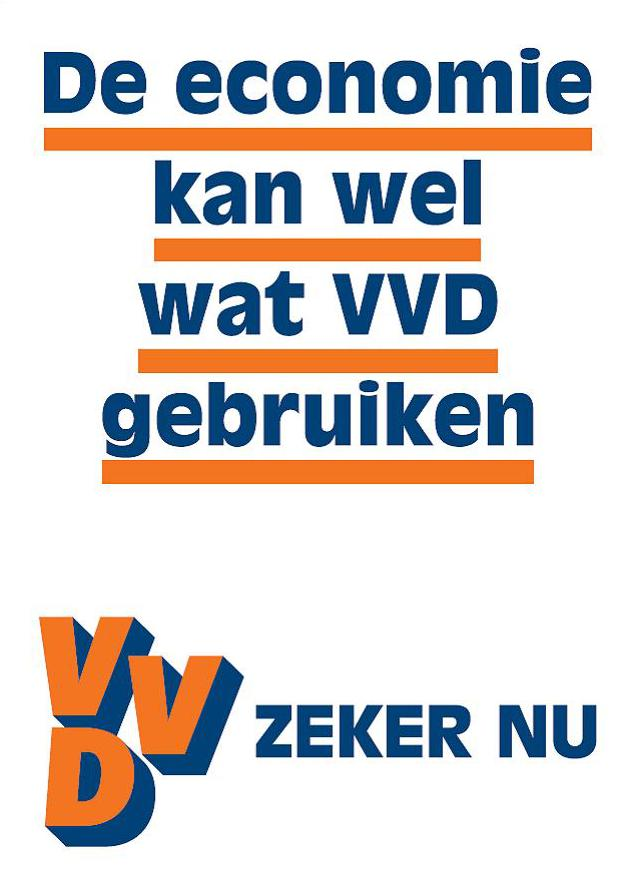
Campagneposter

Van de kandidatenlijst voor de Tweede Kamerverkiezingen 2010 van de Volkspartij voor Vrijheid en Democratie (VVD) werd op 30 maart 2010 een conceptversie bekendgemaakt. Op 19 april werd de definitieve lijst gepubliceerd. Het partijcongres keurde de advieslijst goed zonder deze te amenderen.

## De lijst
- vet: verkozen
- schuin: voorkeurdrempel overschreden

1. Mark Rutte - 1.617.636 (Kamer verlaten op 14-10-2010)
2. Edith Schippers - 77.084 (Kamer verlaten op 14-10-2010)
3. Fred Teeven - 63.384 (Kamer verlaten op 14-10-2010)
4. Jeanine Hennis-Plasschaert - 37.944
5. Stef Blok - 4.127
6. Paul de Krom - 2.054 (Kamer verlaten op 14-10-2010)
7. Frans Weekers - 12.913 (Kamer verlaten op 14-10-2010)
8. Atzo Nicolaï - 3.679 (Kamer verlaten op 31-05-2011)
9. Charlie Aptroot - 4.650
10. Betty de Boer - 9.028
11. Halbe Zijlstra - 2.139 (Kamer verlaten op 14-10-2010)
12. Anouchka van Miltenburg - 3.772
13. Han ten Broeke - 6.508
14. Ineke Dezentjé Hamming-Bluemink - 5.230 (Kamer verlaten op 09-11-2011)
15. Willibrord van Beek - 2.002
16. Cora van Nieuwenhuizen - 4.164
17. Janneke Snijder-Hazelhoff - 8.220
18. Malik Azmani - 1.605
19. Helma Neppérus - 1.649
20. Ton Elias - 2.084
21. Mark Harbers - 2.063
22. Brigitte van der Burg - 1.686
23. Tamara Venrooy-van Ark - 1.741
24. Anne Mulder - 1.467
25. Erik Ziengs - 8.092
26. Ard van der Steur - 1.273
27. Klaas Dijkhoff - 1.985
28. Helma Lodders - 1.630
29. Anne-Wil Lucas-Smeerdijk - 2.028
30. André Bosman - 1.201
31. Afke Schaart - 1.079
32. René Leegte - 1.774 (in de fractie vanaf 26-10-2010)
33. Karin Straus - 5.377 (in de fractie vanaf 26-10-2010)
34. Joost Taverne - 494 (in de fractie vanaf 26-10-2010)
35. Johan Houwers - 3.013 (in de fractie vanaf 26-10-2010)
36. Bart de Liefde - 1.727 (in de fractie vanaf 26-10-2010)
37. Matthijs Huizing - 1.149 (in de fractie vanaf 26-10-2010)
38. Ingrid de Caluwé - 1.085 (in de fractie vanaf 01-06-2011)
39. Ybeltje Berckmoes-Duindam - 935 (in de fractie vanaf 09-11-2011)
40. Bart Keuper - 778
41. Alexander Dalenoort - 166
42. Aukje de Vries - 1.292
43. Jeroen van Wijngaarden - 504
44. Pieter van Woensel - 243
45. Ronald Vuijk - 247
46. Monique Belinfante-van Gelder - 1.156
47. Onno Aerden - 400
48. Jeroen Diepemaat - 739
49. Paul Laudy - 176
50. Jeltje Hoekstra-Sikkema - 1.260
51. Jakob Bartelds - 1.863
52. Roald van der Linde - 580
53. Tanja Haseloop-Amsing - 429
54. Henk de Vlaming - 463
55. Christophe van der Maat - 456
56. Daan de Neef - 183
57. Johan-Pieter Verwey - 116
58. Bernd Roks - 395
59. Kamran Ullah - 445
60. Tatjana Sormaz - 802
61. Petra Borst - 730
62. Eric van den Dungen - 306
63. Frits Paymans - 602
64. Jan Willem Pieters - 419
65. Alex van Pelt - 264
66. Laura Werger - 765
67. Erwin Hoogland - 402
68. Hans Aeijelts Averink - 180
69. Frank Verveld - 445
70. Erik Koppe - 978
71. Jan Verhoeven   - 456
72. Kees Gillis - 281
73. Herman van Santen - 1.283

1948 · 1952 · 1956 · 1959 · 1963 · 1967 · 1971 · 1972 · 1977 · 1981 · 1982 · 1986 · 1989 · 1994 · 1998 · 2002 · 2003 · 2006 · 2010 · 2012 · 2017 · 2021 · 2023
CDA · PvdA · SP · VVD · PVV · GroenLinks · ChristenUnie · D66 · PvdD · SGP · Nieuw Nederland · TON · MenS · Heel Nederland · Partij één · Lijst 17 · Piratenpartij · Lijst 19 (EPN)